# Dufrenoysita
La dufrenoysita, oficialment i en anglès dufrénoysite, és un mineral de la classe dels sulfurs, que pertany al grup de la sartorita. Rep el nom en honor de Pierre Armand Petit Dufrenoy (Sevran, 5 de setembre de 1792 - París, 20 de març de 1857), professor de mineralogia a l'École des Mines de París. La dufrenita també és un mineral anomenat en honor seu.

## Característiques
La dufrenoysita és una sulfosal de fórmula química Pb₂As₂S₅. Cristal·litza en el sistema monoclínic. La seva duresa a l'escala de Mohs és 3.
Segons la classificació de Nickel-Strunz, la dufrenoysita pertany a «02.HC: Sulfosals de l'arquetip SnS, amb només Pb» juntament amb els següents minerals: argentobaumhauerita, baumhauerita, chabourneïta, guettardita, liveingita, parapierrotita, pierrotita, rathita, sartorita, twinnita, veenita, marumoïta, dalnegroïta, fülöppita, heteromorfita, plagionita, rayita, semseyita, boulangerita, falkmanita, plumosita, robinsonita, moëloïta, dadsonita, owyheeïta, zoubekita i parasterryita.

## Formació i jaciments
Va ser descoberta a la pedrera Lengenbach, situada a la comuna de Binn, a Valais (Suïssa). Tot i tractar-se d'una espècie no gaire habitual ha estat descrita en tots els continents del planeta a excepció de l'Antàrtida.